# 秀水縣
秀水縣，是明清時期浙江省的一个县，存在於宣德四年（1429年）至民國元年（1912年）。
明代析嘉興縣置，與嘉興縣同屬浙江省嘉興府治，以縣北以秀水名；清代因之；中華民國時併入嘉興縣。